# 1912 Anubis
1912 Anubis eller 6534 P-L är en asteroid i huvudbältet som upptäcktes den 24 september 1960 av den nederländsk-amerikanske astronomen Tom Gehrels och det nederländska astronomparet Ingrid van Houten-Groeneveld och Cornelis Johannes van Houten vid Palomarobservatoriet. Den är uppkallad efter guden Anubis i egyptisk mytologi.
Asteroiden har en diameter på ungefär 10 kilometer och den tillhör asteroidgruppen Koronis.